# Айлех

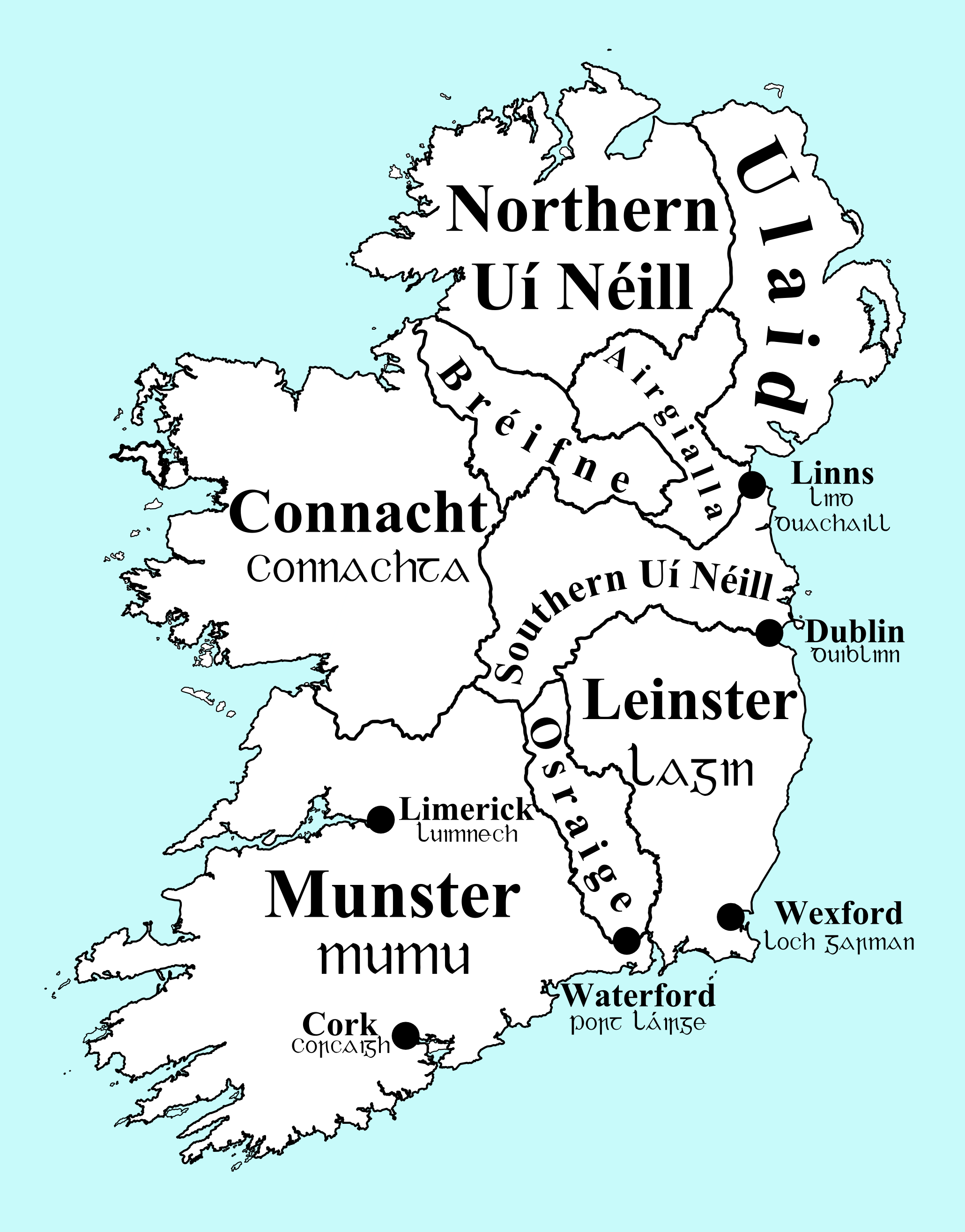
Ірландія в ранньому середньовіччі. Показані основні королівства. Королівство Айлех було одним з королівств в володіннях північних О’Нейлів.

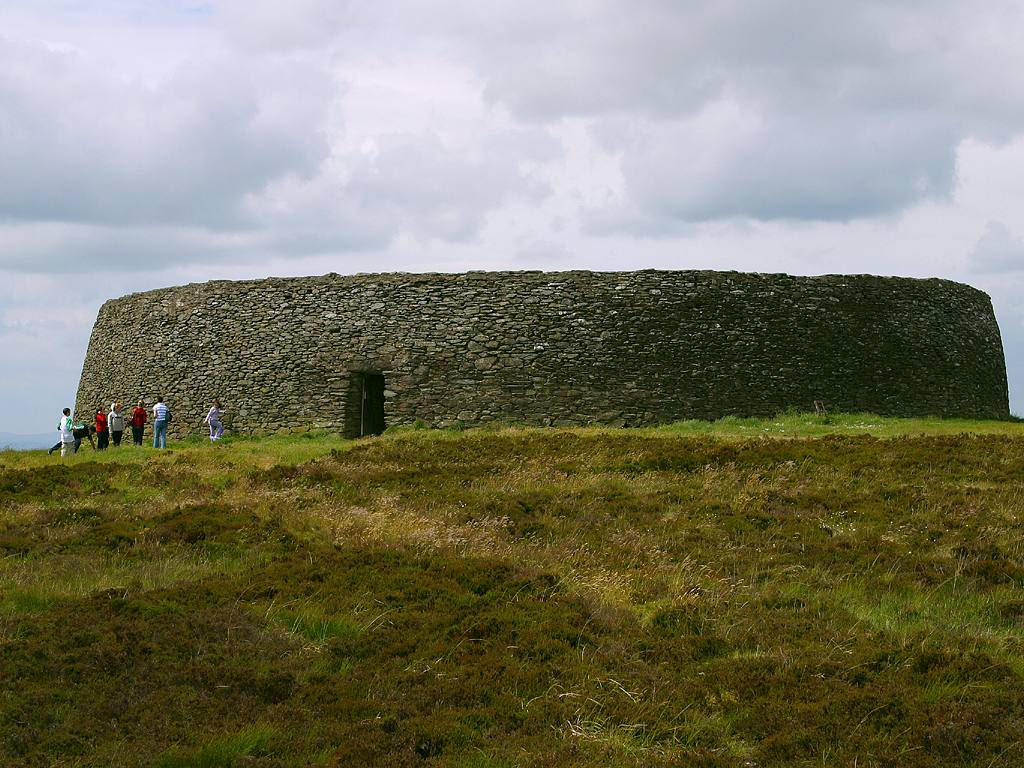
Руїни фортеці Гріанан Айлех резиденції королів Айлеху.

Айлех (ірл. — Ailech) — середньовічне королівство в Ірландії. Утворилось як уламок королівства Улад після його знищення верховними королями Ірландії з клану О’Нейл  (О’Нілл) та братами Колла у IV столітті. Розташовувалось на території нинішнього графства Донегол та півострова Іноушен. Заснували королівство Айлех вожді клану О’Нейл. Пізніше вони утворили одну з гілок північних О'Нейлів — клан Кенел н-Еогайн (ірл. — Cenel nEogain). 

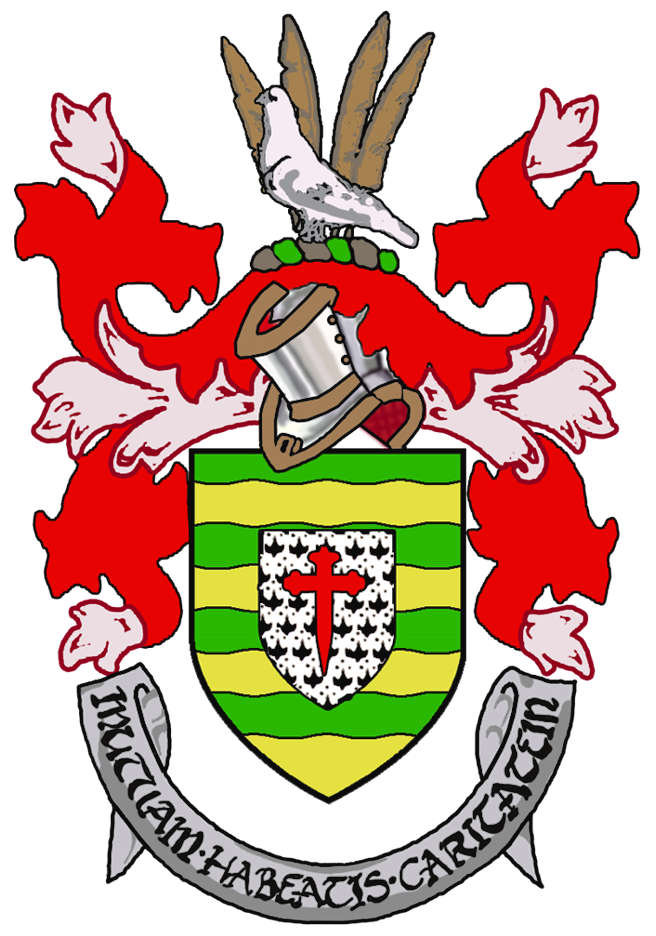
Сучасний герб графства Донегол, де розташовувалось королівство Айлех.

Назва королівства утворилась від місцевого топоніму Гріанан Айліх (ірл. — Grianán Ailigh). Головна фортеця королів Айлеху – їхня столиця розташовувалась на одній з вершин гір Гренан в сучасному графстві Донегол. Нині ця фортеця частково відреставрована. З фортеці відкривається вид на озера Лох-Свілі на захід і на Лох-Фойл на схід.
Королі королівства Айлех (не дивлячись на його маленькі розміри) неодноразово були домінуючими у всій Ірландії і займали трон верховних королів Ірландії. 
У 1185 році королівство Айлех припинило своє існування, але королівська династія клану Кенел н-Еогайн з королівства Айлех продовжувала правити в королівстві Тір Еогайн (ірл. — Tír Eógain). 

### Список королів королівства Айлех

#### Ранні королі (V — VIII століття)

##### Королі з клану Кенел н-Еогайн (ірл. — Cenél nEógain)
Еоган мак Нейлл Нойгаллах (ірл. — Eógan mac Néill Noigallach) (пом. 465)
Муйрхертах мак Еогайн (ірл. — Muiredach mac Eógain) (465 — 489)
Муйрхертах мак Муйредайг (ірл. — Muirchertach mac Muiredaig) (489 — 534)
Форггус мак Муйрхертайг (ірл. — Forggus mac Muirchertaig) (534 — 566)
Домналл Ілхелгах (ірл. — Domnall Ilchelgach mac Muirchertaig) (566)
Баетан мак Муйрхертайг (ірл. — Báetán mac Muirchertaig) (566 — 572)
Еохайд мак Домнайлл (ірл. — Eochaid mac Domnaill) (572)
Колку мак Домнайлл (ірл. — Colcu mac Domnaill) (572 — 580)
Колман Рімід мак Баетан (ірл. — Colmán Rímid mac Báetáin) (580 — 604)
Аед Варіднах мак Домнайлл (ірл. — Áed Uaridnach mac Domnaill) (604 — 612)
Суїбне Менн мак Фіахнай (ірл. — Suibne Menn mac Fiachnai) (612 — 628)
Маел Фіхріх мак Аедо Варіднах (ірл. — Máel Fithrich mac Áedo Uaridnach) (628 — 630)
Ернайне мак Фіахнай (ірл. — Ernaine mac Fiachnai) (630 — 636)
Крундмаел мак Суїбні Менн (ірл. — Crundmáel mac Suibni Menn) (636 — 660)
Ферг мак Крундмайл (ірл. — Ferg mac Crundmaíl) (660 — 668)
Маел Дуїн мак Маеле Фіхріх (ірл. — Máel Dúin mac Máele Fithrich) (668 — 681)
Фланд мак Маеле Туйле (ірл. — Fland mac Máele Tuile) (681 — 700)
Уртуйле мак Маеле Туйле (ірл. — Urthuile mac Máele Tuile) (700 — 711)

#### Королі періоду 700 — 1185 років
Фергал мак Маеле Дуїн (ірл. — Fergal mac Máele Dúin) (711 — 722)
Аед Аллан мак Фергайле (ірл. — Áed Allán mac Fergaile) (722 — 743)
Ніалл Фроссах мак Фергайле (ірл. — Niall Frossach mac Fergaile) (743 — 770)
Маел Дуїн мак Аедо Аллайн (ірл. — Máel Dúin mac Áedo Alláin) (770 — 788)
Аед Ойрдніде мак Нейлл (ірл. — Áed Oirdnide mac Néill) (788 — 819)
Мурхад мак Маеле Дуїн (ірл. — Murchad mac Máele Dúin) (819 — 823)
Ніалл Кайлле мак Аеда (ірл. — Niall Caille mac Áeda) (823 — 846)
Маел Дуїн мак Аеда (ірл. — Máel Dúin mac Áeda) (846 — 855)
Аед Фіндліах мак Нейлл (ірл. — Áed Findliath mac Néill) (855 — 879)
Мурхад мак Маеле Дуїн (ірл. — Murchad mac Máele Dúin) (879 — 887)
Флайхбертах мак Мурхадо (ірл. — Flaithbertach mac Murchado) (887 — 896)
Домналл мак Аеда (ірл. — Domnall mac Áeda) (887 — 915)
Ніалл Глундуб мак Аеда (ірл. — Niall Glúndub mac Áeda) (896 — 919)
Флайхбертах мак Домнайлл (ірл. — Flaithbertach mac Domnaill) (916 — 919)
Фергал мак Домнайлл (ірл. — Fergal mac Domnaill) (919 — 938)
Муйрхертах мак Нейлл (ірл. — Muirchertach mac Néill) (938 — 943)
Домналл мак Муйрхертайг О'Нейлл (ірл. — Domnall mac Muirchertaig ua Néill) (943 — 980)
Флайхбертах мак Муйрхертайг мейк Нейлл (ірл. — Flaithbertach mac Muirchertaig meic Néill)  (943 — 949)
Флайхбертах мак Конхобайр (ірл. — Flaithbertach mac Conchobair) (956 — 962)
Тадг мак Конхобайр (ірл. — Tadg mac Conchobair) (956 — 962)
Конн мак Конхобайр (ірл. — Conn mac Conchobair) (956 — 962)
Мурхад Глун ре Лар мак Флайхбертайг (ірл. — Murchad Glun re Lar mac Flaithbertaigh) (962 — 972)
Фергал мак Домнайлл мейк Конайнг (ірл. — Fergal mac Domnaill meic Conaing) (980 — 989)
Аед мак Домнайлл О'Нейлл (ірл. — Áed mac Domnaill Ua Néill) (989 — 1004)
Флайхбертах О'Нейлл (ірл. — Flaithbertach Ua Néill) (1004 — 1031)
Аед мак Флайхбертайг (ірл. — Áed mac Flaithbertaig Ua Néill) (1031 — 1033)
Флайхбертайг О'Нейлл (ірл. — Flaithbertach Ua Néill) (вдруге) (1033 — 1036)
Ніалл мак Маел Сехнайлл (ірл. — Niall mac Máel Sechnaill) (1036 — 1061)
Ардгар мак Лохлайнн (ірл. — Ardgar mac Lochlainn) (1061 — 1064)
Аед О'хУалгайрг (ірл. — Áed Ua hUalgairg) (1064 — 1067)
Домналл мак Нейлл (ірл. — Domnall mac Néill) (1067 — 1068)
Аед мак Нейлл (ірл. — Áed mac Néill) (1068 — 1083)
Доннхад мак Нейлл (ірл. — Donnchad mac Néill) (1083 — 1083)
Домналл О'Лохлайнн (ірл. — Domnall Ua Lochlainn) (1083 — 1121)
Конхобар мак Домнайлл (ірл. — Conchobar mac Domnaill) (1121 — 1128)
Мангус О'Лохлайнн (ірл. — Magnus Ua Lochlainn) (1128 — 1129)
Конхобар мак Домнайлл (ірл. — Conchobar mac Domnaill) (1129 — 1136)
Муйрхертах мак Лохлайнн (ірл. — Muirchertach Mac Lochlainn) (1136 — 1143)
Домналл ОГайрмледайг (ірл. — Domnall Ua Gairmledaig) (1143 — 1145)
Муйрхертах мак Лохлайнн (ірл. — Muirchertach Mac Lochlainn) (вдруге) (1145 — 1166)
Конхобар мак Муйрхертах мак Лохлайнн (ірл. — Conchobar mac Muirchertach Mac Lochlainn) (1166 — 1167)
Ніалл мак Муйрхертах мак Лохлайнн (ірл. — Niall mac Muirchertach Mac Lochlainn) (1167 — 1176)
Аед ін Макаем Тойнлеск О'Нейлл (ірл. — Aed In Macaem Toinlesc Ua Neill) (1167 — 1177)
Маел Сехнлайнн мак Муйрхертайг мак Лохлайнн (ірл. — Mael Sechlainn mac Muirchertaig Mac Lochlainn) (1177 — 1185)